# 張銓 (萬曆直隸進士)
張銓（？—？），字平仲，號五鹿，直隶大名府大名县官籍，明朝政治人物。

## 生平
万历十九年（1591年）辛卯科順天乡试舉人，三十二年（1604年）甲辰科进士，都察院觀政，三十三年授平陽府推官，三十八年升户部主事，三十九年差皇城四门仓，榷浒墅鈔关，四十年升员外，四十一年升郎中，四十二年升兖州知府，四十五年升辽东副使。四十七年任西路明军監軍，萨尔浒之战，总兵杜松、王宣战死，张铨弃车營而逃回抚顺。天启二年考察免官。

## 家族
曾祖張珂，检校赠行太僕寺卿。祖父張希賢，赠行太僕寺卿。父張孔脩，布政司參政。母王氏，封淑人。永感下。兄張鎔，县主簿。弟張鏡。娶劉氏，繼娶王氏。